# 몰리 터틀
몰리 터틀(Molly Tuttle, 1993년 1월 14일 ~ )은 미국의 가수, 작곡가, 기타리스트이다. 제65회 그래미상(2023년) 올해의 신인상 후보에 올랐다.

## 음반 목록
- When You're Ready (2019)
- But I'd Rather Be With You (2020)
- Crooked Tree (2022)